# Anthurium masfense
Anthurium masfense är en kallaväxtart som beskrevs av Luis Aloysius, Luigi Sodiro. Anthurium masfense ingår i släktet Anthurium och familjen kallaväxter. Inga underarter finns listade.